# Leptochitonicola latus
Leptochitonicola latus – gatunek widłonoga z rodziny Chitonophilidae. Występuje w północno-zachodnim Pacyfiku i jest pasożytem mięczaków.

## Systematyka
Gatunek ten opisali w 1991 roku rosyjscy zoolodzy G.W. Awdiejew i B.I. Sirienko, tworząc dla niego nowy rodzaj Leptochitonicola. Okazy typowe to: 7 samic i 5 samców pozyskanych z 7 mięczaków Leptochiton assimilis złowionych w latach 1977–1980 w Cieśninie Tatarskiej na głębokości 30–63 metrów oraz 3 samice i 6 samców pozyskanych z 3 osobników Leptochiton assimilis złowionych w 1949 roku w rejonie Małej Kurilskiej griady (Малая Курильская гряда, południowa część archipelagu Kurylów) na głębokości 54–100 metrów.